# Lindenwanze
Die Lindenwanze oder Malvenwanze (Oxycarenus lavaterae) ist eine Wanze aus der Familie Oxycarenidae.

## Merkmale
Die Weibchen der Art erreichen 5,5 bis 6, die etwas kleineren Männchen 4,7 bis 5,1 Millimeter Körperlänge. Sie sind überwiegend rot und schwarz gefärbt. Schwarz sind der Kopf, der gesamte Prothorax, das Scutellum und alle Glieder der Antennen. An den Beinen sind Schenkel, Schienen und Tarsen teilweise aufgehellt. Die Vorderschenkel tragen zwei große und zwei bis drei kleine Zähne. Die Flügelhalbdecken und der Bauch sind überwiegend ziegelrot. Das trapezförmige Pronotum ist etwa 1,3 bis 1,5 mal so breit wie lang, es trägt in der Mitte einen seichten Quereindruck. Die Vorderflügel erreichen die Spitze des Abdomens oder sind ein wenig länger. Ihr inneres Feld, der Clavus, ist rotbraun mit drei Punktreihen. Das Corium ist ziegelrot, bis rosa, gefärbt mit schwärzlicher Spitze. Die Membran der Vorderflügel ist farblos und transparent, sie wirkt weiß glänzend. Die Oberseite des Abdomen ist ziegelrot, ihr Außenfeld (Connexivum) schwärzlich.
Die reifen Nymphen sind an ihrem schwarzen Kopf und dem rot gefärbten Hinterleib zu erkennen. Die Flügelscheiden der Nymphen sind komplett schwarz gefärbt.

## Verbreitung
Das ursprüngliche Verbreitungsgebiet der Lindenwanze ist der westliche Mittelmeerraum, einschließlich des westlichen Nordafrikas und der Kanaren. Ob weitere Funde im tropischen und südlichen Afrika und in Arabien ebenfalls dieser Art zuzurechnen sind, oder ob es sich hier um Verwechslungen mit anderen Arten der Gattung handelt, ist umstritten: In Sammlungen hinterlegte Individuen gehörten meist zur Art Oxycarenus zavattarii. Als ursprüngliches Verbreitungsgebiet in Europa wird angegeben: die Iberische Halbinsel, Frankreich, nördlich bis Aquitanien und Haute-Vienne, fast ganz Italien, randlich bis ins Tessin und nach Südtirol, und der Nordwesten der Balkanhalbinsel. Seit etwa der Mitte der 1990er-Jahre begann die Art, sich von hier aus nach Norden und nach Osten auszubreiten. Bis 2000 wurden Ungarn (1994), die Slowakei (1995) und Bulgarien erreicht, 2001 Österreich. Der erste deutsche Nachweis, aus der Oberrhein-Ebene, stammt von 2004, von wo aus sich die Art rasch im Rheintal nach Norden ausbreitete. Einzelfunde in England, den Niederlanden und Finnland beruhen auf eingeschleppten Tieren, die Art konnte sich hier bisher nicht etablieren. In Deutschland liegen Einzelfunde bis in die Mitte des Landes vor, in Norddeutschland ist die Art 2019 in Berlin nachgewiesen worden. In der Schweiz werden für 2005 bereits Massenvorkommen angegeben. Nach Osten hin wurden Serbien, Bulgarien und Rumänien besiedelt. Inzwischen kommt die Art auch in Nordfrankreich, bis in die Normandie, vor.
Parallel dazu beginnt eine zweite Art der Gattung, Oxycarenus pallens, sich in der Tschechischen Republik nach Norden auszubreiten, die von Malvengewächsen und Korbblütlern angegeben wird, Nachweise aus Deutschland und Österreich liegen inzwischen ebenfalls vor. Die Art ist an der bogenförmigen Hinterkante des Corium (bei O. lavaterae gerade) zu unterscheiden.

## Lebensweise
Man findet die Lindenwanzen an Malvengewächsen wie Strauchpappeln, Eibisch, Hibiskus und Malven. Im Herbst sammeln sich die Wanzen an Stämmen und Ästen von Linden, wo sie Kolonien bilden. Die Lindenwanzen überwintern als Imagines, typischerweise an diesen Bäumen. Das Massenauftreten dieser Tiere wird immer wieder beobachtet.

## Taxonomie
Die Art wurde von Johann Christian Fabricius unter dem Namen Acanthia lavaterae im Jahr 1787 erstbeschrieben, es ist die Typusart der Gattung. Die Gattung Oxycarenus ist mit etwa 50 Arten über die Alte Welt, in Eurasien, Afrika und Australien verbreitet, ihr Verbreitungszentrum ist Afrika. Mit der als Baumwollschädling gefürchteten Oxycarenus hyalinipennis (Costa) soll die Art im Laborexperiment Hybride bilden können. Ob diese auch im Freiland auftreten, ist umstritten.

## Bilder

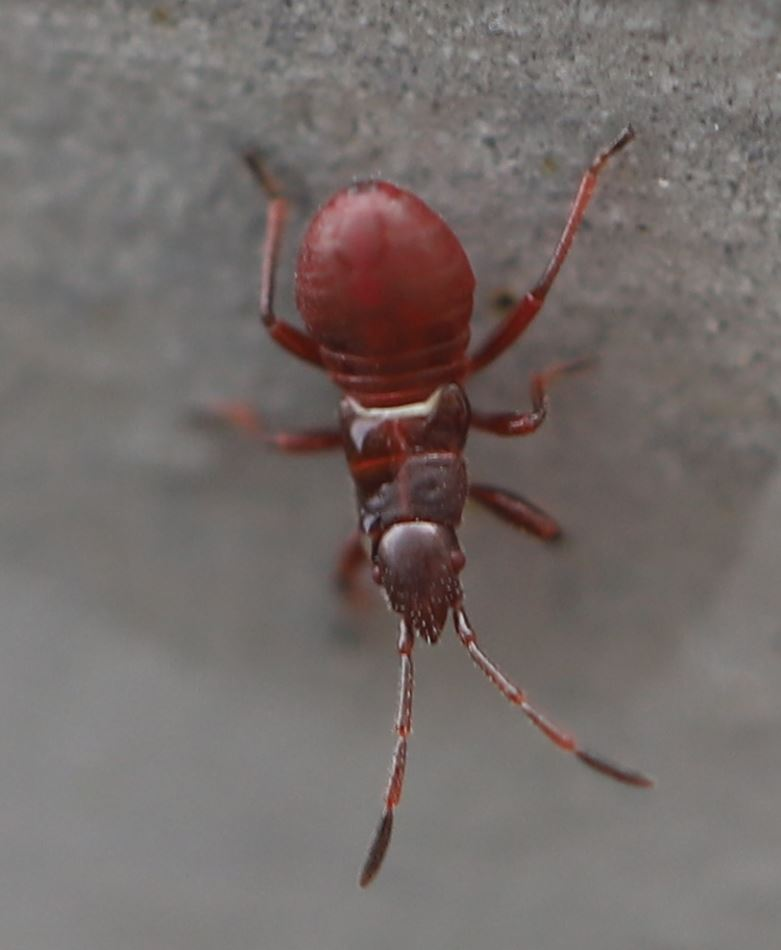
Mittleres Nymphenstadium
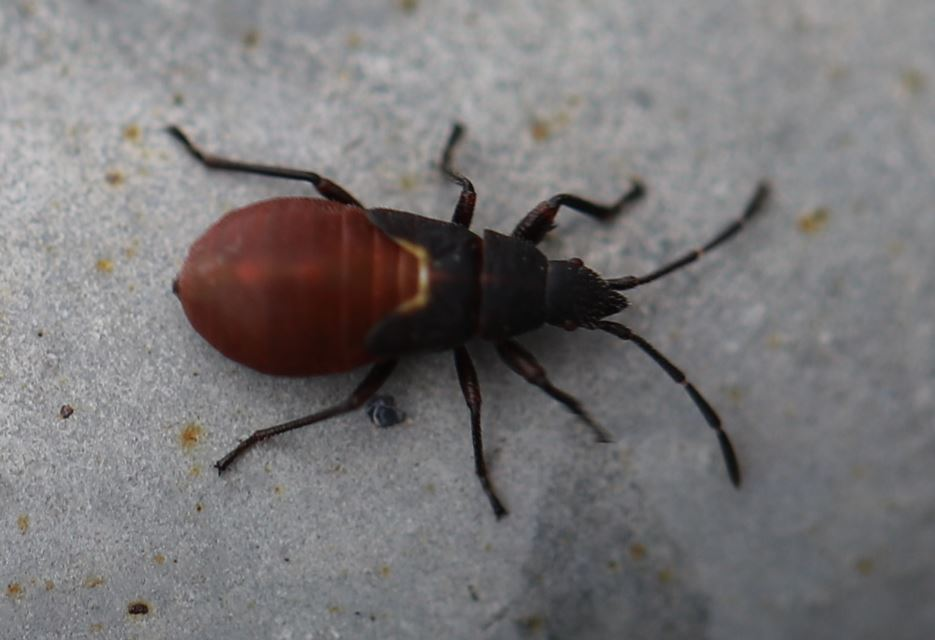
Letztes Nymphenstadium
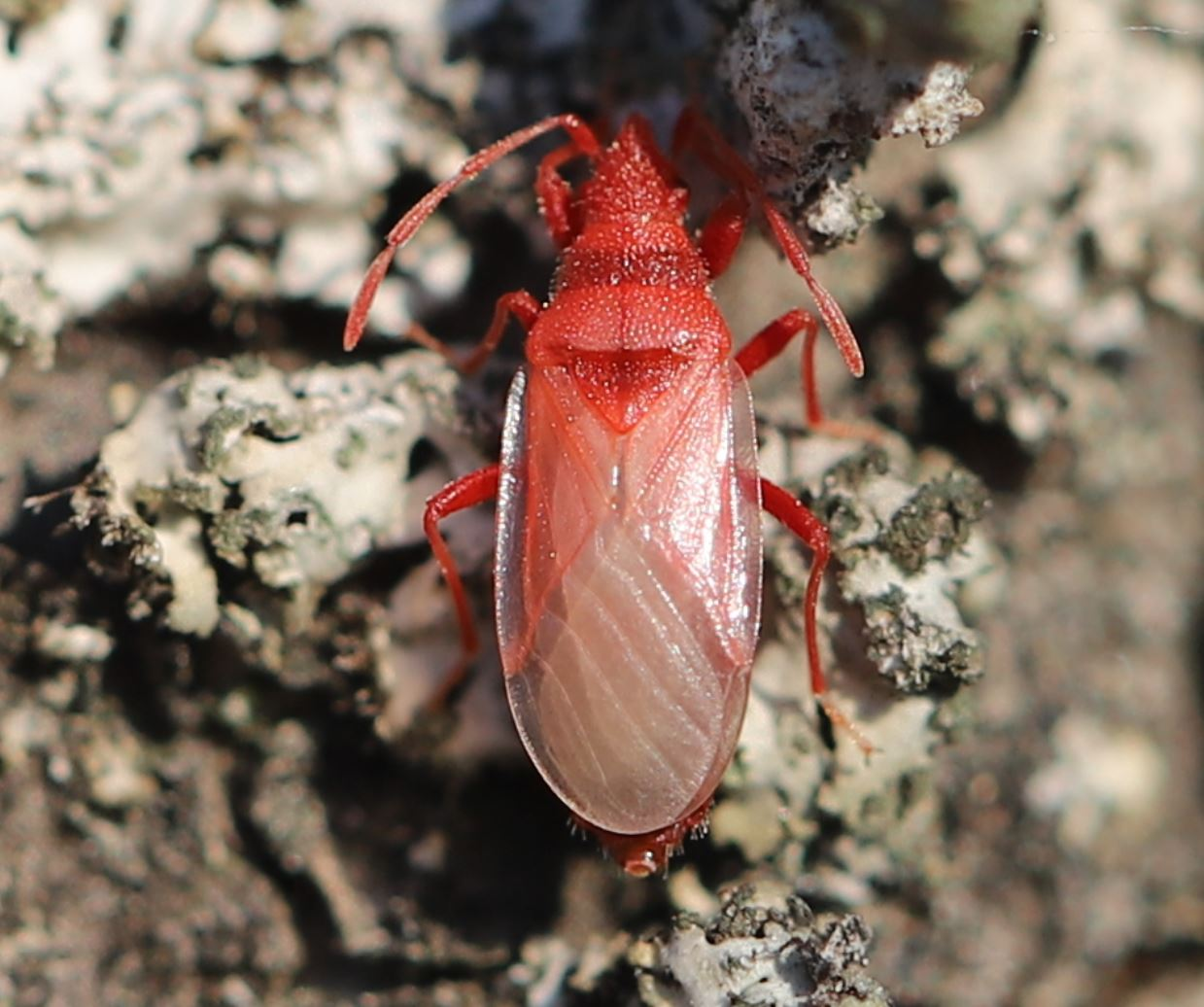
Unausgefärbte Wanze unmittelbar nach ihrer letzten Häutung zur Imago
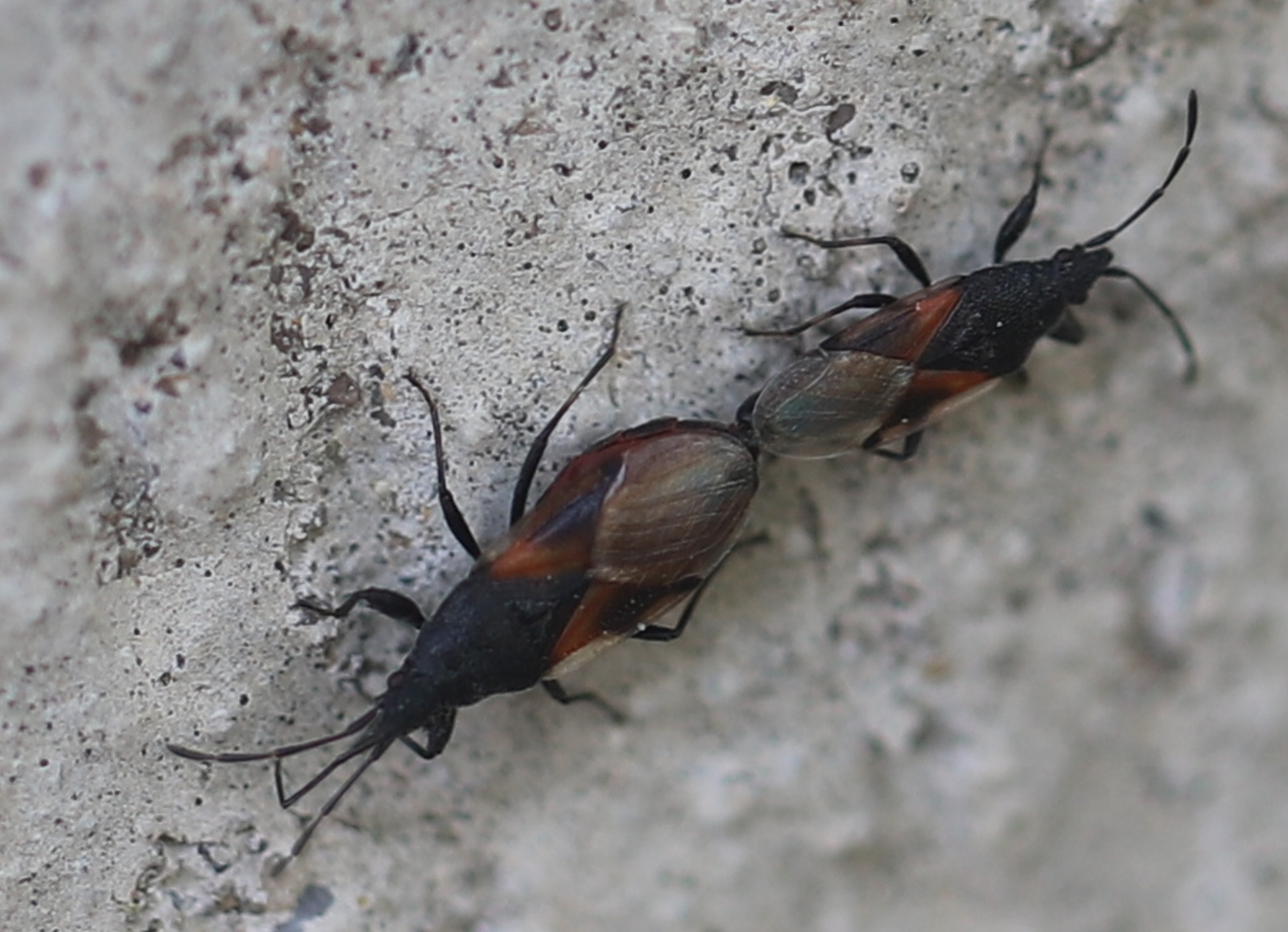
Paarung Mitte August
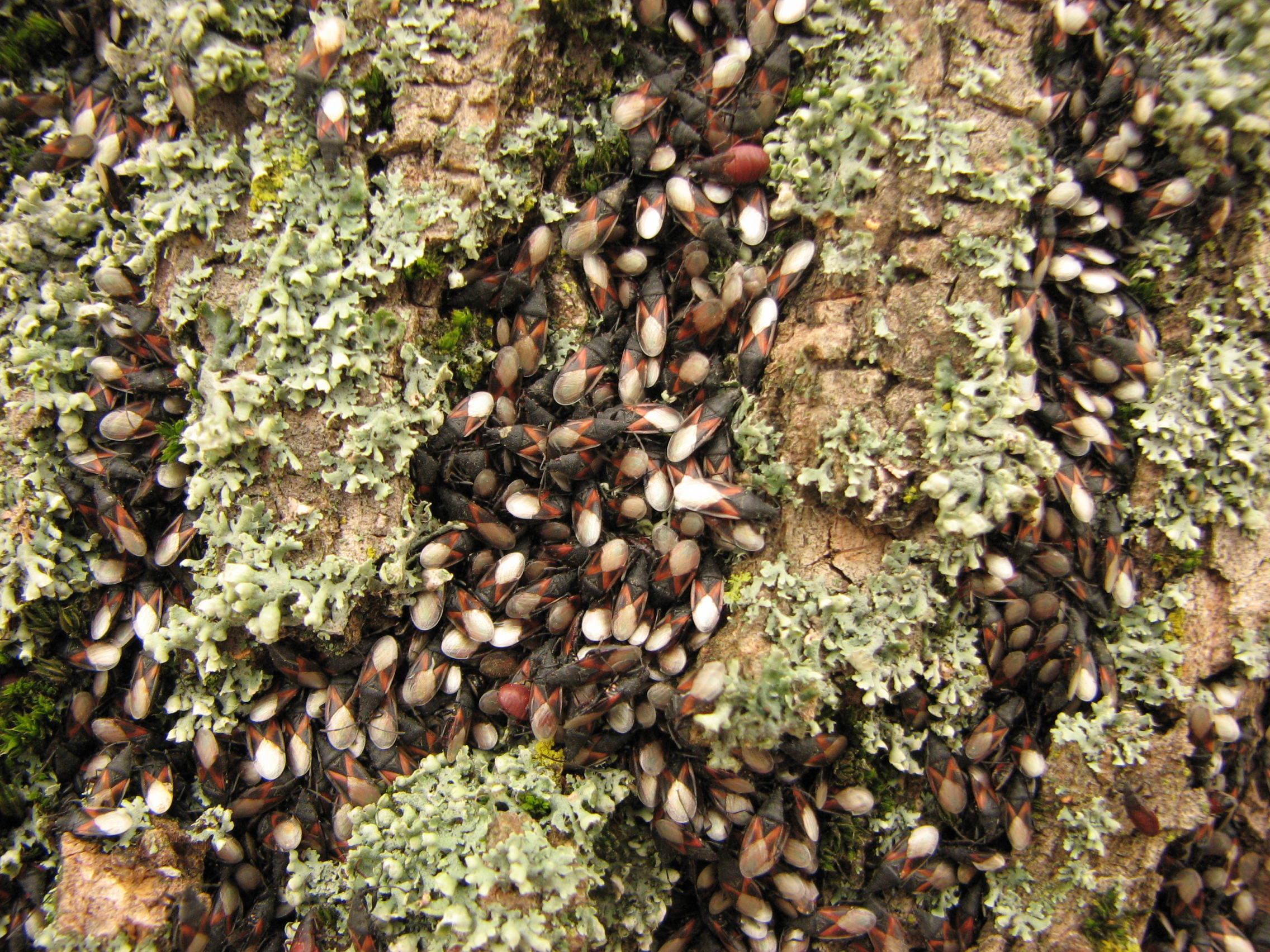
Aggregation von Lindenwanzen an einem Lindenstamm
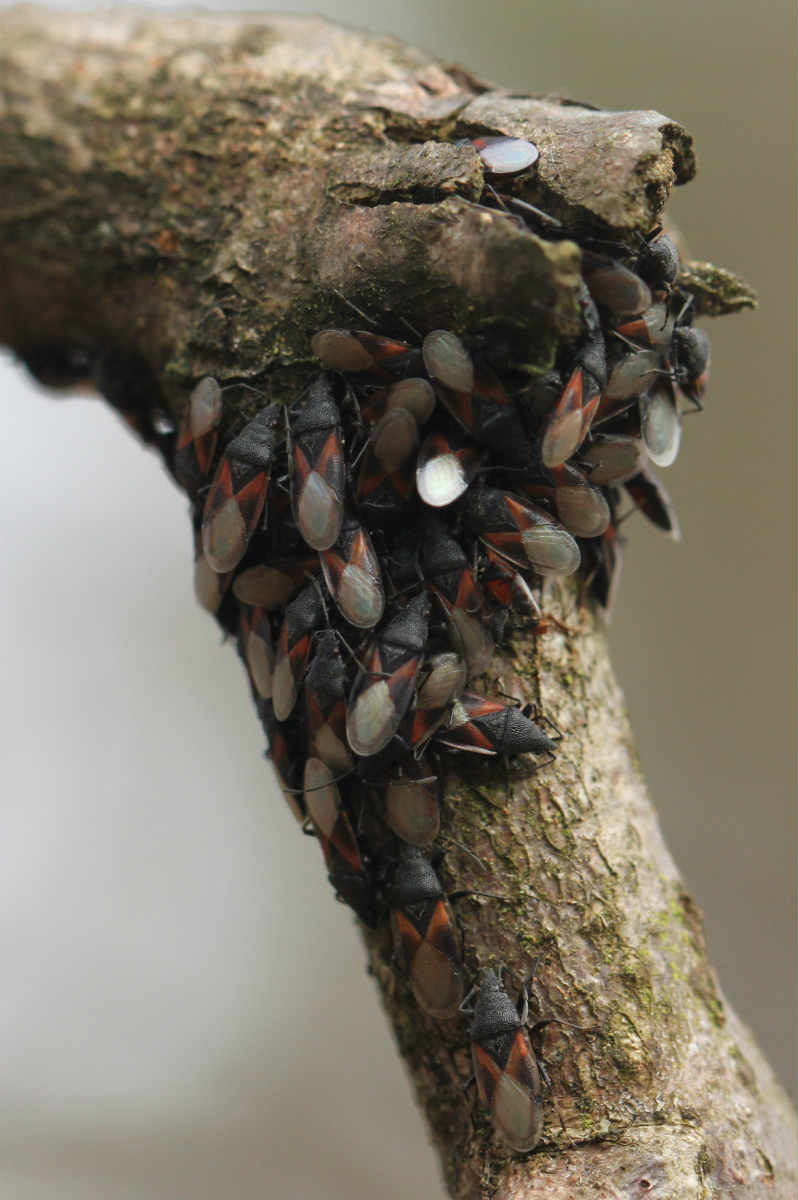
Überwinternde Lindenwanzen im Februar